# Maria Raffaella Cimatti
Maria Raffaella Cimatti, al secolo Santina Cimatti (Faenza, 6 giugno 1861 – Alatri, 23 giugno 1945), è stata una religiosa italiana della congregazione delle Suore Ospedaliere della Misericordia. È stata beatificata da papa Giovanni Paolo II nel 1996.

## Biografia
Nata da una famiglia di umili condizioni (il padre era bracciante, la madre tessitrice) iniziò a lavorare presto per aiutare la madre.  Divenne suora ospedaliera e operò inizialmente, per un breve periodo, all'ospedale San Giovanni di Roma. Quindi fu trasferita presso l'ospedale San Benedetto di Alatri dove fu presto nominata farmacista. Venne così inviata a dirigere la farmacia dell'ospedale Umberto I di Frosinone, dove rimase venti anni ricoprendovi infine la carica di Superiora.
Come lei, i due fratelli sopravvissuti Luigi e Vincenzo, scelsero la vita consacrata, (nei salesiani di don Bosco): in particolare di Vincenzo Cimatti  è in corso la causa di beatificazione.
Nel 1921 tornò ad Alatri. Durante la battaglia di Montecassino si impegnò perché medici e infermieri non venissero meno al loro dovere di assistenza ai degenti dell'ospedale di Alatri, unico rimasto in funzione nelle immediate retrovie del fronte. Per questo si meritò l'appellativo di "Angelo dei malati". Caduto il fronte di Cassino, durante la ritirata i tedeschi avevano intenzione di far saltare l'ospedale di Alatri, le cui macerie avrebbero bloccato per qualche tempo la strada agli alleati; suor Raffaella collaborò con il vescovo Edoardo Facchini per convincere i tedeschi, che già avevano collocato le mine, a risparmiarlo, poiché i ricoverati erano per la maggior parte intrasportabili. Infine l'ospedale venne salvato.
Nell'ospedale di Alatri rimase fino alla morte avvenuta il 23 giugno 1945. Era voluta restare a compiere la propria missione anche quando, ormai malata, avrebbe potuto ricevere migliori cure altrove.

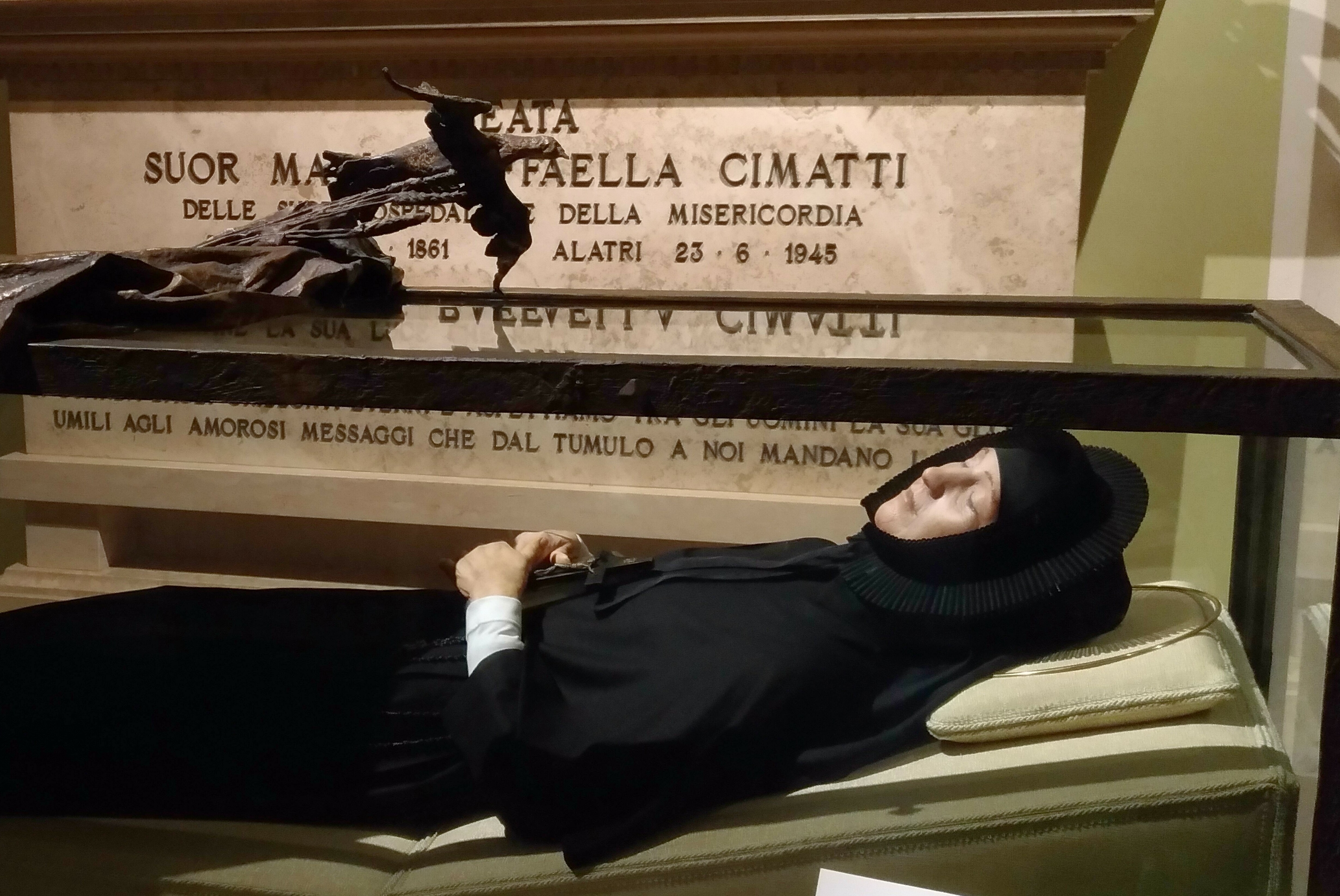
Le spoglie della beata nel Duomo di Alatri

È stata beatificata da papa Giovanni Paolo II il 12 maggio 1996. Le sue spoglie, custodite dalla sua morte ad Alatri nella chiesa ospedaliera di San Benedetto, il 27 marzo 2010 sono state trasferite con una cerimonia solenne in una cappella della concattedrale di San Paolo, alla presenza del vescovo Lorenzo Loppa, delle suore ospedaliere della Misericordia e di varie autorità cittadine.